# Лара Логан
Лара Логан (англ. Lara Logan; нар. 29 березня 1971, Дурбан, ПАР) — південноафриканська теле- та радіожурналістка та військова кореспондентка. Почала кар'єру у 1990-х роках в Південній Африці в різних новинних організаціях. Її значущість зросла завдяки репортажам про американське вторгнення в Афганістан 2001 року. 2002 року її найняли кореспондентом CBS News, згодом стала головним кореспондентом із закордонних справ.
2013 року її висвітлення нападу в Бенгазі 2012 року стало суперечливим через фактичні помилки. 2018 року залишила CBS. Почала висувати різноманітні теорії змови, зокрема про вірус СНІДу, родину Ротшильдів. 2019 року приєдналася до консервативної медіакомпанії Sinclair Broadcast Group. У січні 2020 року приєдналася до потокового сервісу Fox Nation. У березні 2022 року заявила, що мережа її «кинула».
З червня 2022 року членка правління консервативної некомерційної організації America's Future, яку очолює колишній чиновник адміністрації Трампа Майкл Флінн.

## Ранні роки
Народилася в Дурбані, Південна Африка, і відвідувала середню школу в Дурбанському жіночому коледжі. 1992 році закінчила Університет Наталу у Дурбані за спеціальністю комерція. Здобула диплом із французької мови, культури та історії в Альянс Франсез у Парижі. У шкільні та студентські роки працювала моделлю в купальниках.

## Кар'єра

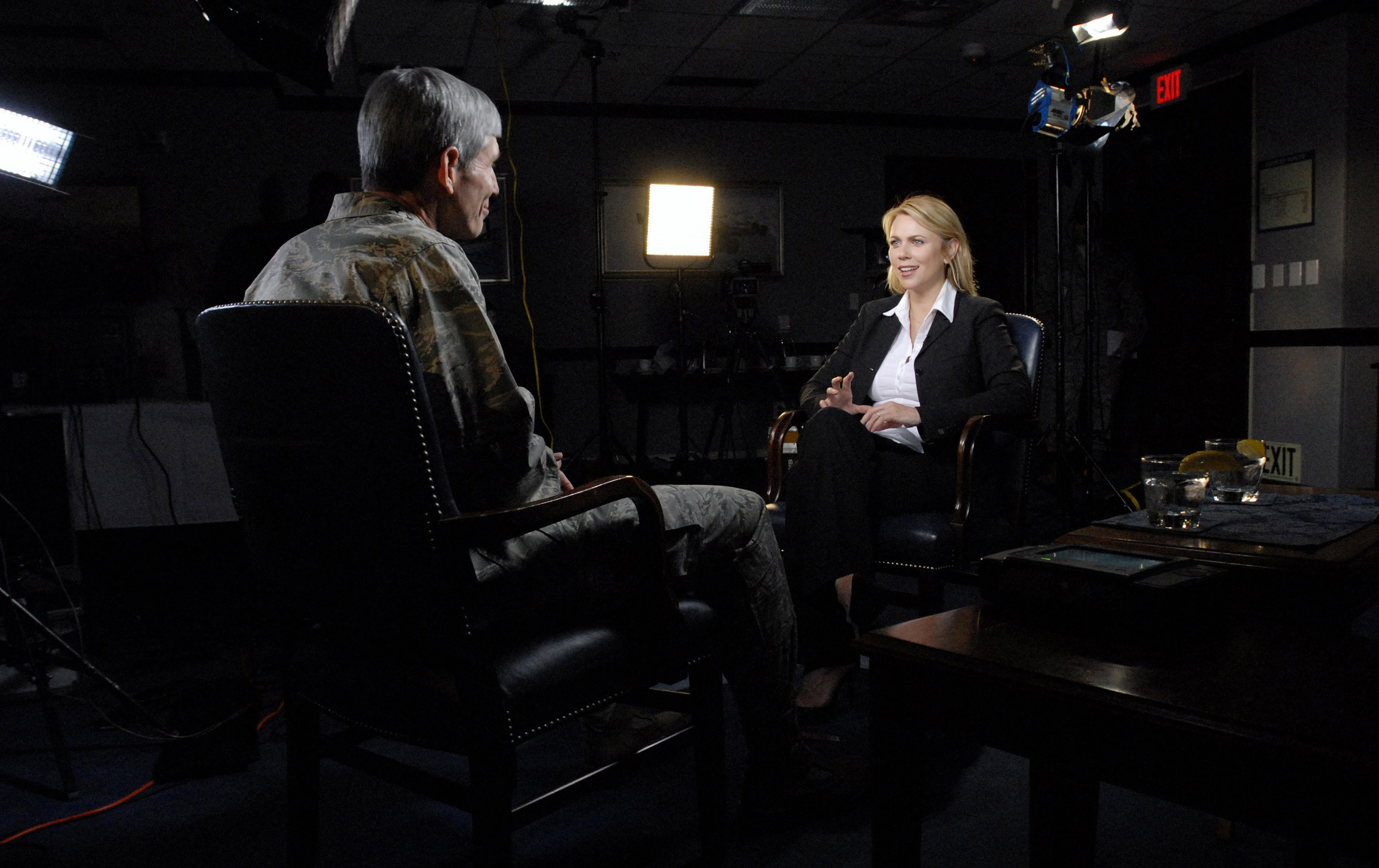
Логан бере інтерв'ю у генерала Нортона Шварца, квітень 2009 року

Під час навчання (1988—1989) працювала репортером газети «Sunday Tribune» у Дурбані, потім у міській газеті «Daily News» (1990—1992). 1992 року приєдналася до Reuters Television в Африці, переважно як старший продюсер. Через чотири роки стала фріланс-журналістикою, отримавши призначення репортеркою і редакторкою/продюсеркою в ITN і Fox/SKY, CBS News, ABC News (у Лондоні), NBC та Європейській спілці радіомовлення і телебачення. Працювала на CNN і повідомляла про такі події, як-от вибухи посольств США в Найробі та Танзанії 1998 року, конфлікт у Північній Ірландії та Косовоська війна.
2000 року влаштувалася кореспондентом GMTV Breakfast Television (Велика Британія). Також працювала з CBS News Radio як позаштатний кореспондент. Через кілька днів після терактів 11 вересня звернулася до клерка російського посольства в Лондоні з проханням надати їй візу для поїздки в Афганістан. У листопаді 2001 року в Афганістані, працюючи на GMTV, проникла до підтримуваного американо-британськими силами Північного союзу та взяла інтерв'ю у їхнього командувача генерала Бабаджана на авіабазі Баграм.
2002 року CBS News запропонував їй посаду повноцінного кореспондента. Більшу частину наступних чотирьох років присвятила репортажам з поля бою, включно з зонами бойових дій в Афганістані та Іраку, часто як закріплена журналістка Збройних сил США. Крім того, брала інтерв'ю у знаних діячів і дослідників, як-от Роберт Баллард, який відкрив затонулий корабель RMS Титанік. Багато з репортажів готувала для «60 Minutes II». Була постійною авторкою «CBS Evening News», «The Early Show» і «Обличчя нації». У лютому 2006 року призначена головним кореспондентом із закордонних справ CBS News.
У серпні 2018 року залишила CBS News. Наступного року тимчасово приєдналася до Sinclair Broadcast Group як кореспондент на кордоні США та Мексики.
У жовтні 2022 року телевізійна мережа Newsmax заборонила її через «осудливі заяви» під час інтерв'ю, у якому вона сказала, що «відкритий кордон [США-Мексика] — це спосіб Сатани взяти під контроль світ через усіх цих людей, які є його маріонетками та слугами… Знаєте, це ті, хто хоче, щоб ми їли комах, тарганів у той час, коли вони частуються кров'ю дітей?».
Представляючи піцагейт і теоретика змови QAnon Ліз Крокін на конференції у лютому 2024 року, сказала авдиторії, що зрозуміла, що піцагейт — «це все правда».

### Бої на вулиці Хайфи
Наприкінці січня 2007 року подала звіт про бойові дії на вулиці Хайфа в Багдаді, який CBS Evening News не опублікував, вважаючи його «дещо сильним». Щоб скасувати рішення, заручилася підтримкою громадськості, попросивши переглянути історію та поділитися з якомога більшою кількістю своїх друзів і знайомих, сказавши: «Це треба побачити».

### Критика Майкла Гастінгса
У червні 2010 року піддалася критиці за її зауваження щодо журналіста Майкла Гастінгса, і її слова про те, що репортери, які працюють з військовими, не повинні писати про загальні жарти, які чують. Стаття Гастінгса в «Rolling Stone» тоді цитувала генерала Стенлі Маккристала та його штаб — коментарі, які Гастінгс випадково почув під час поїздки з Маккристалом — критикуючи тодішнього віцепрезидента США Джо Байдена й інших посадових осіб, після чого президент Барак Обама звільнив Маккристала з посади свого командувача в Афганістані. Логан сказала CNN, що репортажі Гастінгса порушили негласну угоду між репортерами, які їздять з військовослужбовцями, не повідомляти про випадкові зауваження, якими вони обмінюються.
Цитуючи її заяву: «Я маю на увазі, питання полягає в тому, чи насправді дії генерала Маккристала і його помічників настільки кричущі, що вони заслуговують на завершення кар'єри, як у Маккристала? Я маю на увазі, що Майкл Гастінгс ніколи не служив своїй країні так, як Маккристал». Колишній головний воєнний кореспондент CNN Джеймі Макінтайр сказав, що те, що вони зробили, було справді жахливим, і що її коментарі, «на жаль, зміцнили найгірший стереотип про репортерів, які „прикріплюються“ до старших військових, але насправді перебувають „у ліжку“ з ними». Адмірал Майк Маллен сказав, що військовий персонал має бути нейтральним і не повинен критикувати цивільних лідерів.
Гленн Грінвальд, коментуючи інцидент на Salon, написала, що репортажі Логана стали прикладом того, у що «виродилася» журналістика. І додала, що Логан протягом багатьох років сміливо робила репортажі, але стала себе сприймати частиною уряду та військових.

### Репортажі з Єгипту та сексуальне насильство
3 лютого 2011 року єгипетська армія заарештувала та затримала Логан зі знімальною групою CBS під час висвітлення революції в Єгипті. За її словами, команді зав'язали очі й наділи кайданки під дулом зброї, а їхнього водія побили. Їм порадили залишити країну, і згодом відпустили.
15 лютого 2011 року CBS News оприлюднила заяву про те, що Логан побили та вона зазнала сексуального насильства 11 лютого під час висвітлення святкування на майдані Тахрір відставки Хосні Мубарака. 1 травня 2011 року у «60 хвилинах» транслювалося інтерв'ю з нею про ці події. За її словами, у Єгипті масово поширене сексуальне насильство, і вона порушила мовчання про сексуальне насильство, про яке жінки-репортери неохоче повідомляють, хвилюючись, що це завадить виконувати роботу.
За її словами, в інциденті взяли участь 200—300 чоловіків і він тривав близько 25 хвилин. Вона протягом години розповідала про святкування, коли в її камері розрядився акумулятор. Один з єгипетських репортерів CBS запропонував їм піти, сказавши, що чув про неї недоречні сексуальні коментарі. Вона відчула дотик рук, і було чутно «стоп», якраз у той момент, коли камера вимкнулася. Жінка з натовпу вигукнула, що вона — ізраїльська єврейка, хоча це було брехнею, але це стало «сірником для бензину». Вона розповіла, що з неї здерли одяг і зґвалтували руками, фотографуючи на мобільні телефони. Її тіло тягнули в різні боки, тягнучи за волосся так сильно, що здавалося, вони намагаються відірвати шматки її голови. Її потягли до паркану, біля якого таборувала група жінок. Одна жінка в чадрі обійняла Логан, а інші зімкнулися навколо неї, а деякі чоловіки облили натовп водою. З'явилася група солдатів, які відбили натовп кийками, і один з них перекинув Логан через плече. Пізніше вона сказала, що думала, що помре під час нападу. Наступного дня її повернули до США, де вона провела чотири дні в лікарні. По приїзду додому, з нею зв'язався президент Барак Обама. CBS повідомила, що особи нападників залишаються невідомими, і що малоймовірно, що когось притягнуть до відповідальності.